# شاپور بنیاد
شاپور بنیاد (زاده ۱۸ آبان ۱۳۲۶ در شیراز – درگذشته ۱۲ بهمن ۱۳۷۸ در شیراز)، شاعر ایرانی بود.

## زندگی
شاپور بنياد در پاريس سينما خوانده بود. وقتي به ايران آمد فضا و مجوز لازم را براي فيلمسازي به او ندادند. گرچه دو فيلم‌ كوتاه ساخت اما اين، همه آن چيزي نبود كه او مي‌خواست. اين بود كه ناچار شد مدتي كتابفروشي كند. بعد از آن، ديگر صرفا به كار شعر پرداخت.
سیمین دانشور یکی از کسانی است که در نوشته‌ای به نقد شعر این شاعر پرداخته و نوشته‌است:
«سونات نیلوفر جهان عجیبی است که در این تراکم بازار شعر هنوز هم جای توجه دارد. جهانی کروی که استحاله‌ای است از عشق، نیلوفر و سایه؛ پر از تحرک در لفافه لطیف تغزل و خارج از زبان‌بازی‌های دست‌نیافتنی.»
او بر اثر حمله قلبی در شیراز درگذشت.

## کتابشناسی
از این شاعر مجموعه شعرهای زیر به جا مانده‌است.
- ۱۳۴۹ - خطبه‌ای در هجرت و چند شعر دیگر
- ۱۳۵۲ - چند شعر در وادی کتاب عشق و چشم - کتاب نمونه - چاپ اول
- ۱۳۶۳ - سونات نیلوفر - انتشارات واژه - تهران
- ۱۳۶۹ - مرگ - تابلو، انتشارات نوید شیراز
- ۱۳۷۶ - قصیدهٔ آهو، انتشارات نوید شیراز
- ۱۳۸۰ - قطعات، انتشارات نیم نگاه
- ۱۳۸۵ - سوئیت ایرانی و سونات نیلوفر، انتشارات نوید شیراز
- ۱۳۸۵ - از مرجان و اریدیس، انتشارات نوید شیراز

## نمونه شعر
«حکایت ماه در حیاط ما»
ماهی که میوهٔ مشترک درخت‌های حیاط ما بود
ماهی که پدرم سحرها می‌شستش
و باز در آسمان رهایش می‌کرد
و ماه
از وقار
نسیم تبسمی
نصیب می‌برد
و ستاره‌های شیدا را
در امتداد نارنج‌ها پرتاب می‌کرد
شاید
ماه
این‌جا
سرنوشت خویش را جستجو می‌کرد
گاهی که با سبزهای حیاط گفتگو می‌کرد